# Marie Vernadská
Marie Nikolajevna Vernadská (27. prosince 1831, Petrohrad – 12. října 1860 Heidelberg) byla první ruská publicistka a ekonomka.

## Biografie
Marie Nikolajevna Vernadská (dívčí jméno Šigajeva) byla ruská publicistka a ekonomka, narozená 27. prosince 1831 v Petrohradě a zemřelá 12. října 1860 v Heidelbergu. Patřila do šlechtické rodiny Šigajevových a získala kvalitní domácí vzdělání.
V roce 1850, ve věku 18 let, se vdala za profesora Ivana Vasiljeviče Vernadského, který významně ovlivnil její vědecké zájmy, zejména v oblasti politické ekonomie, Ačkoliv se zároveň věnovala výchově svého syna Nikolaje, Marie Vernadská se stala jednou z prvních ruských žen, které se touto vědou vážně zabývaly. Její touha studovat politickou ekonomii nebyla zastavena ani domácími povinnostmi, ani starostmi o výchovu jediného syna.
Pod vlivem svého manžela se začala intenzivněji věnovat studiu politické ekonomie, a její zájmy se postupně rozšířily na otázky svobody osobnosti a sociálního pokroku. V roce 1857 společně založili časopis s názvem „Ekonomický ukazatel“ na radu a s podporou Ivana Vernadského. Marie Vernadská anonymně publikovala v tomto časopise řadu článků, které byly oceněny za jasný pohled na otázky ekonomiky a zajímavé vyjádření myšlenek.
Marie Vernadská vnesla významný přínos do ruské publicistiky, zaměřujíc se na témata politické ekonomie, svobody osobnosti a role ženy ve společnosti. V jednom z jejích prvních článků, „Práce žen“ (1858), vyzývala ženy k samostatnému životu a práci, zdůrazňujíc, že právě v práci spočívá pravá svoboda.
V rámci svého publicistického úsilí také Marie Vernadská věnovala pozornost otázkám vzdělání a rovnosti příležitostí pro ženy. Její pohledy na emancipaci žen byly progresivní a představovaly inspiraci pro mnohé ženy své doby. Její práce "Pokus o populární výklad základních principů politické ekonomie" byla významnou snahou přiblížit složité ekonomické myšlenky publice a rozšířit povědomí o politické ekonomii v širším smyslu.
Marie Nikolajevna Vernadská zemřela na tuberkulózu. Její manžel následně shromáždil její články a v roce 1862 je vydal jako samostatnou knihu s názvem „Sbírka spisů zemřelé M. N. Vernadské, rozené Šigajevé“. Kromě publicistické činnosti zahrnují její práce „Pokus o populární výklad základních principů politické ekonomie“ (1861) a překlady z angličtiny a francouzštiny. Její dílo zůstává trvalým příspěvkem k diskusím o ekonomii, svobodě a rovnosti.

### Články
- "Politická ekonomie jako začátek morální výchovy" ("Политическая экономия, как начало нравственного воспитания")
- "Morální význam ekonomických zákonů" ("Нравственное значение экономических законов")
- "Politická ekonomie - věda o práci" ("Политическая экономия - наука о труде")
- "Přiložení politicko-ekonomických pravd k činnostem soukromých osob. Kursen - Sepel" ("Приложение политико-экономических истин к занятиям частных лиц. Курсень - Сепель")
- "Materiály k dějinám a statistice státního majetku v Rusku. Obrázkové články A. F. Raeva" ("Материалы для истории и статистики государственных имуществ в России. Оброчные статьи А. Ф, Раева")
- "Potřeby a touhy průmyslu" ("Нужды и желание промышленности")
- "Svoboda směny" ("Свобода мены")
- "Co jsou to daně" ("Что такое подати")
- "Dělení práce a specializace" ("Разделение труда и специализм")
- "O jedné provinciální akciové bance" ("Об одном провинциальном акционерном банке")
- "Význam soutěže v obilním obchodě vůči Novorossijskému kraji. P. Stojkoviče" ("О значении конкуренции в хлебной торговле по отношению к Новороссийскому краю. П. Стойковича")
- "Ekonomická krize roku 1857 N. H. Bunge" ("Экономический кризис 1857 года Н. Х. Бунге")
- "Ještě v něm zastavit? N. H. Bunge" ("В нем пора остановиться? Н. Х. Бунге")
- "Akciové společnosti vyhovují ekonomickým potřebám Ruska?" D. N. Dolinského ("Удовлетворяют ли акционерные компании экономическим потребностям России?" Д. Н. Долинского)
- "Význam mechanického umění ve stavu jeho v Rusku. Eršova" ("О значении механического искусства по состоянию его в России. Ершова")
- "Panské finance. N. E. Gorn" ("Панские финансы. Н. Е. Горн")
- "Něco o uspořádání bytů a domů" ("Нечто об устройстве квартир и домов")
- "Jelecký ujezd v historickém, etnografickém a statistickém vztahu člena-člena M. Stachoviče" ("Елецкий уезд в историческом, этнографическом и статистическом отношении члена-сотрудника М. Стаховича")
- "Poznámky o Glazovském ujezdu a Glazově Iv. Savinova" ("Заметки о Глазовском уезде и Глазове Ив. Савинова")
- "Sklo" ("Стекло")
- "O základních zásadách politické ekonomie. Několik slov o Číně a Číňanech" ("Об основных началах политической экономии. Несколько слов о Китае и китайцах")